# لی جاف
لی جاف (متولد 1950) هنرمند، عکاس، فیلمساز، موسیقی دان و تهیه کننده آمریکایی است. نوه او بازیگر میا گاث است.

## اوایل زندگی
جافه که در برانکس در یک خانواده یهودی متولد شده، در شهر نیویورک بزرگ شد. Jaffe پس از برآورده کردن شرایط دبیرستان خود در سن شانزده سالگی، نیویورک را ترک کرد تا در دانشگاه پن استیت تحصیل کند و در آنجا تاریخ و ادبیات آمریکا، تاریخ هنر و فلسفه مدرن را مطالعه کرد. 

### فیلم های اولیه و هنر مفهومی
Jaffe در سن 19 سالگی ایالت پن را ترک کرد، برای مدت کوتاهی به نیویورک بازگشت و در گروه‌های مختلف سازدهنی و گیتار زد و سپس به طور ناگهانی به برزیل نقل مکان کرد. از طریق صحنه موسیقی آنجا، او به حلقه دوستانی که فیلم های تجربی می‌ساختند معرفی شد. او در آنجا فیلم هایی مانند فیلم 16 میلی متری نه راه مردن را کارگردانی کرد که در کوه های دورافتاده برزیل ساخته شد. جافه به فیلمساز بانفوذ برزیلی نویل دی آلمیدا و هنرمند هلیو اوتیتیکا نزدیک شد و در نمایشگاه آوریل 1970 "از بدن تا زمین" در بلو هوریزونته با آنها همکاری کرد.
هنگامی که جافه در سال 1971 به نیویورک بازگشت، به ساختن فیلم هایی مانند Impact با هنرمند مفهومی ویتو آکونچی و بروکلین بریج با گوردون ماتا کلارک ادامه داد. در سال 1971، او همچنین در نمایشگاه مفهومی برجسته "پروژه ها: اسکله 18" برای موزه هنر مدرن نیویورک، به سرپرستی Willoughby Sharp شرکت کرد.

## حرفه موسیقی و اقامت در جامائیکا
در سال 1972، در حالی که با Island Records کار می کرد، باب مارلی را در اتاق هتلی در نیویورک ملاقات کرد. او پس از مارلی به جامائیکا بازگشت که در ابتدا یک تعطیلات دو هفته ای بود، اما در نهایت برای پنج سال آینده ماند. Jaffe با مارلی زندگی می‌کرد. Jaffe همچنین با پیتر توش ملاقات کرد، و او آلبوم خود را Legalize It تولید کرد و جلد نمادین آن را در سال 1977 ثبت کرد.

## نقاشی
جافه در سال 1977 به نیویورک بازگشت، در حالی که هنوز با پیتر توش کار می کرد. در سال 1983 جافه به نقاشی روی آورد. آثار او به‌عنوان «مجموعه تاریخی چندرسانه‌ای در مقیاس بزرگ» شناخته می‌شوند. او از طریق آثارش موضوعات مختلفی از حاشیه‌نشینی در تاریخ آمریکا را بررسی کرده است، مانند «استثمار بازیگر سیاه‌پوست در آمریکا، ظلم صنعت خز، رابطه بومیان آمریکا با محیطش، ابهام جابیت‌ها و خائنان بزرگ آمریکا.

## کار اخیر
در اواسط دهه 80، Jaffe برای جو هیگز، پیشگام رگی، The Wailing Souls نامزد جایزه گرمی و Barrington Levy مبتکر سالن رقص، رکوردهایی تولید کرد. او در سال 2003 کتاب ONE LOVE: Life with Bob Marley and the Wailers را نوشت. این کتاب نوعی زندگی‌نامه است که در آن جافه جزئیات گرانبهایی را در مورد ملاقات‌ها و روابط خود با باب مارلی و دیگر هنرمندان خارق‌العاده از جمله پیتر توش، هلیو اوتیسیکا، ویتو آکونچی و ژان میشل باسکیا نشان می‌دهد. جافه امروز در نیویورک زندگی می‌کند، جایی که به تولید فیلم و خلق نقاشی و مجموعه‌های خود ادامه می‌دهد.